# Младен Томић
Младен Томић (Сарајево, 22. јун 1947) босанскохерцеговачки и југословенски је певач народне музике.

## Каријера
Младен Томић рођен је у сиромашној вишечланој сарајевској породици у насељу Ступ, а своју музикалност је открио веома рано. Завршио је Средњу музичку школу, одсек флаута и кларинет.  Са четрнаест година почиње да пева у кафани, а у КУД-у Иво Лола Рибар упознаје Спасу Берака, који му припрема прву плочу 1968. године. 
Годину дана касније дебитује на Фестивалу Илиџа, где пева Стару песму, у алтернацији са Бором Спужићем Кваком.
Двије године касније, на истом фестивалу, доживљава велики успех песмом Гордана. Песма није освојила награду, али је освојила срца милиона Југословена и постала југословенски хит.
Ређали су се фестивалски успеси и раст популарности, а након Олимпијаде у Сарајеву 1984. године, отвара један од најбољих ресторана у Сарајеву Мона Лиза. Потом објављује албум Црвени каранфили, који се продао у полумилионском тиражу у издању сарајевског Дискотона.
Иако је 2012. године објавио албум са највећим хитовима, последњих година се не појављује на јавној сцени већ пева по приватним забавама. И даље је међу најслушанијим музичарима бивше државе.
Важи за великог господина међу певачима.

## Најпознатије песме
- Гордана
- Слађана
- Црвени каранфили
- Срео сам је у малом кафићу
- Проклета била Гордана

## Фестивали
- 1969. Илиџа — Стара песма
- 1970. Илиџа — Гордана
- 1971. Илиџа — Једини друже мој, награда публике
- 1972. Илиџа — Далан
- 1975. Југословенски фестивал Париз — Лутам сам
- 1975. Илиџа — По тебе ћу сутра доћи
- 1977. Илиџа — За бећарску ноћ весеља
- 1983. Илиџа — Под јабланом
- 2008. Илиџа — Гордана (Вече легенди фестивала)